# Bogdan Serwiński

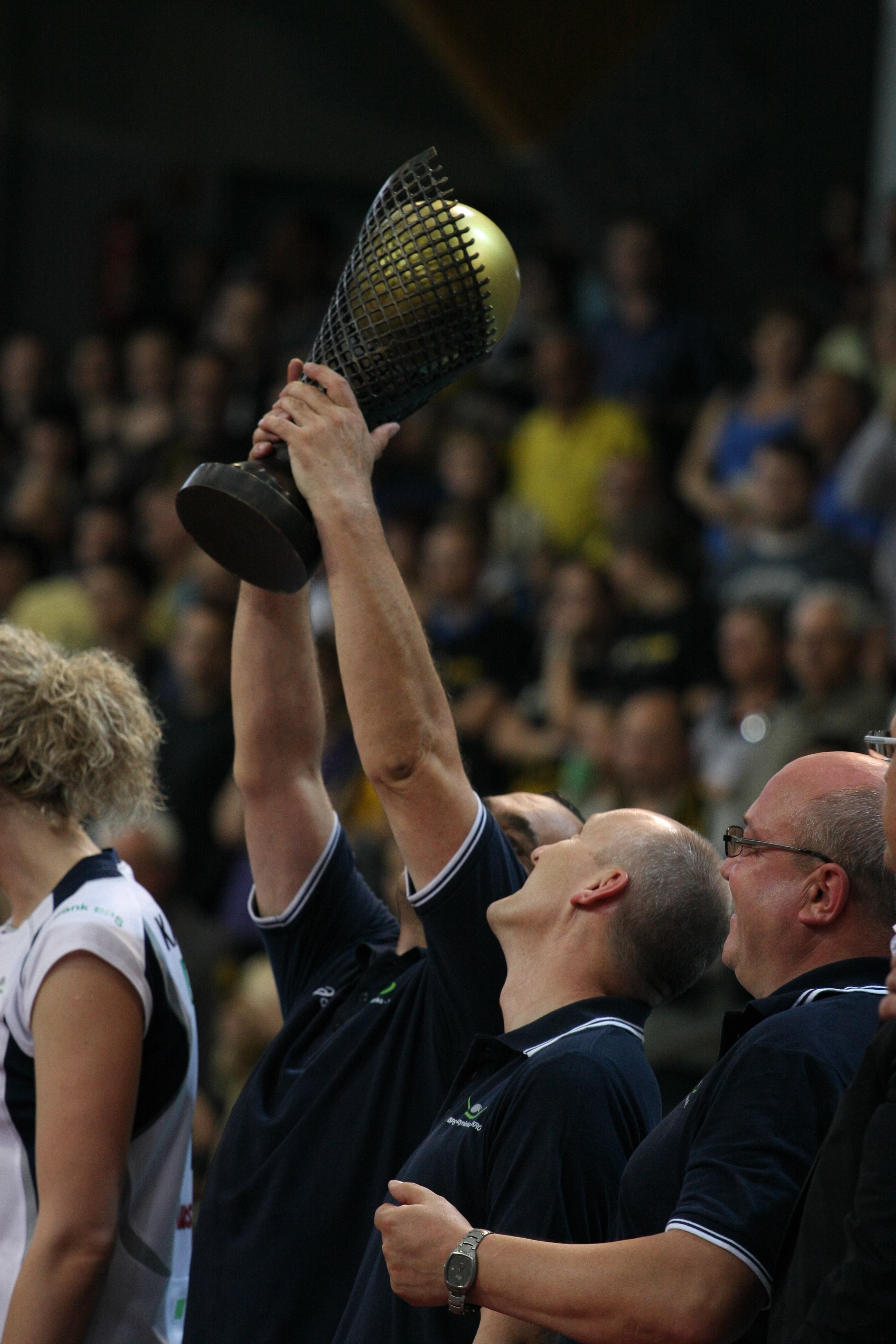
Bogdan Serwiński podnosi puchar za wygranie Mistrzostwa Polski z Bankiem BPS Muszynianką Fakro Muszyna w sezonie 2010/2011

Bogdan Serwiński (ur. 23 października 1956 roku w Krynicy-Zdroju) – polski trener siatkarski. Od ponad 20 lat nieprzerwanie związany z klubem siatkówki kobiet MKS Muszynianka Muszyna.
Z klubem tym, grającym od sezonu 2003/2004 występował w najwyższej klasie rogrywkowej w Polsce, zdobył cztery tytuły Mistrza Polski oraz dwa wicemistrzostwa. Prowadzona przez niego drużyna w rozgrywkach elitarnej Ligi Mistrzyń w sezonie 2008/2009 i w sezonie 2010/2011 awansowała do II rundy play-off. W sezonie 2012/2013 klub odniósł największy sukces w swej historii, zdobywając Puchar CEV.
W latach 2009–2010 obok stanowiska głównego trenera pełnił także funkcję prezesa klubu, obecnie jest członkiem zarządu.
W młodości był piłkarzem Pomorzanina Toruń, potem uczył wychowania fizycznego w muszyńskim liceum, był handlowcem oraz przewodniczącym rady miasta Muszyna.
Podczas Gali Polskiej Ligi Siatkówki 2025 został wybrany najlepszym trenerem kobiecego klubu 25-lecia Polskiej Ligi Siatkówki.

## Sukcesy
Mistrzostwa Polski:
- 2006, 2008, 2009, 2011
- 2010, 2012
- 2013, 2015

Superpuchar Polski:
- 2009, 2011
- 2006, 2008, 2014

Puchar Polski:
- 2011
- 2009, 2010, 2014

Memoriał Agaty Mróz-Olszewskiej:
- 2009

Puchar CEV:
- 2013